# Depressão Periférica
Uma depressão periférica  consiste em um setor onde ocorre o rebaixamento do terreno em relação à sua área circundante, tendo por principal caracteristica estar localizada em setores de contatos entre escudos cristalinos e bacias sedimentares. 
No sul e sudeste brasileiro, há uma grande depressão periférica localizada no Planalto Meridional em seu contato com o planalto Atlântico. A formação desta região é sedimentar com intrusões pontuais de rochas magmáticas. Sua forma, quando visualizada em macro-escala, assemelha-se a um arco.

## Depressão periférica paulista
Um elemento importante da depressão periférica paulista é a presença dos  solos bastante férteis chamados de terra roxa. Esses solos resultaram da ação do intemperismo sobre rochas vulcânicas oriundas de um grande derrame basáltico ocorrido em grande parte das áreas desta depressão.
Nas áreas de depressão destacam-se os municípios de Sorocaba, Tatuí, Tietê, Piracicaba, Santa Bárbara d'Oeste, Americana, Limeira, Campinas, entre outros. No aspecto agroeconômico,  destacam-se as produções de cana-de-açúcar, milho, laranja, culturas que se beneficiam da boa fertilidade da terra roxa existente neste setor.